# Lahr (Eifel)
De Ortsgemeinde Lahr gelegen in de Eifel behoort tot de Eifelkreis Bitburg-Prüm in Rijnland-Palts. Ook maakt de plaats deel uit van de Verbandsgemeinde Südeifel. Lahr telt 196 inwoners.

## Ligging
Lach ligt in het zuidelijke gedeelte van de Eifel, op ongeveer acht kilometer afstand van de Luxemburgse grens (Vianden) en veertig kilometer ten noordwesten van Trier.
Verbandsvrije stad:  Bitburg